# والوشا دسوزا
والوشا دسوزا (به انگلیسی: Waluscha de Sousa) (زاده ۲۸ نوامبر ۱۹۸۱) بازیگر، مدل هندی است.
از فیلم‌هایی که وی در آن نقش داشته‌است می‌توان به طرفدار و پایان اشاره کرد.